# 史蒂芬妮·賴斯
史蒂芬妮·賴斯（英語：Stephanie Rice，1988年6月17日—），澳大利亚女子游泳运动员，出生於布里斯班。於2008年北京奧運獲得200及400米混合游泳金牌，并打破了200米混合泳世界纪录。她也是400米混合泳世界纪录保持者，共贏取3面北京奥运会金牌。
賴斯接受布里斯班聖彼得斯游泳學校的教練米高保爾的訓練。她在2014年4月9日宣布退役。

## 生涯
賴斯贏得墨爾本舉行的2006年英聯邦運動會200米個人四式的金牌，她打敗了奧運金牌得主布鲁克·汉森和拉拉·卡罗尔，以2分12秒90的時間贏得金牌，比她個人最佳紀錄還要快1.19秒。此外，她亦贏得400米個人四式金牌。
2007年世界游泳錦標賽，她在200米個人四式，以2分11秒42的贏得銅牌，打破了澳洲紀錄一秒。美國名將凯蒂·霍夫以2分10秒13贏得金牌，津巴布韋的則取得銀牌。賴斯在400米個人四式再次排第三，贏得其個人第二面銅牌。她游出4分41秒19，比她之前的最快時間快0.54秒。
賴斯繼續表現優秀，在2007年6月的意大利賽，刷新自己400米個人四式的紀錄，游出4分40秒70，差點便能達到4分40秒。在2007年日本公開賽，賴斯終能超越4分40秒。她在歌雲妮之後排第二名，以4分37秒18成績打破澳洲紀錄和英聯邦的紀錄，亦比個人紀錄快3.61秒。

### 2008年
2008年澳洲的奧運熱身賽，賴斯打破400米個人四式世績。賴斯游得4分31秒46，比游出4分32秒89的賀芙快1.43秒。2008年6月29日，美國的奧運熱身賽，凯蒂·霍夫游出4分31秒12打破世績。賴斯卻在比賽中打破了200米個人四式的世界紀錄，游出2分8秒92，原來的世界紀錄保持者是中國的吳艷艷。
在2008年北京奧運，賴斯以4分29秒45，贏得400米個人四式金牌，是她個人首面金牌，亦是澳洲的首面金牌和歷年來的第400面金牌。比賀芙的紀錄快1.67秒，是首位超越4分30秒的女泳手（哥雲妮亦在賽事中游得快於4分30秒，獲得銀牌）。
她的第二面金牌是在8月13日的200米個人四式，以刷新世界紀錄寬2分8秒34勝出。她只險勝同是打破舊世績的歌雲妮一個頸位。
2008年8月14日早上舉行的4x200米自由式接力，賴斯帶領的澳洲隊以7分44秒31首先到達終點，比世界紀錄還要快5秒78，壓過同樣破世績到達終點的中國隊和美國隊勝出。

## 私生活
根据澳洲传媒报道，賴斯於2006年開始和50米及100米自由式世界纪录保持者的澳洲泳手，埃蒙·蘇利文（Eamon Sullivan）交往，但他們於08年7月奧運前夕在北京開記者會宣告分手。然而，京奧游泳运比賽結束後僅僅一周，同是传媒又在分分报道二人「復合」與在奧运村內每日「手牽手」的「事實真相」。

## 外部連結
- Videos & Results on SwimPassion.net
- 2005 media guide to swimming event (page 39)
- "Stephanie Rice"（页面存档备份，存于）, n°17 on 時代雜誌’s list of "100 Olympic Athletes To Watch"

| 前任： 賀芙   | 女子400米個人四式世界紀錄保持者(長池) 2008年3月22日 – 2008年7月29日 | 繼任： 賀芙 |
| 前任： 吳艷艷 | 女子200米個人四式世界紀錄保持者(長池) 2008年3月25日 – 現在          | 繼任： 現任 |
| 前任： 賀芙   | 女子400米個人四式世界紀錄保持者(長池) 2008年8月10日 – 現在          | 繼任： 現任 |